# 문광공
문광공(文匡公)은 시호의 하나이다.

## 고려
- 박전지(朴全之, 1250년 ~ 1325년)

## 조선
- 노사신(盧思愼, 1427년 ~ 1498년)
- 홍귀달(洪貴達, 1438년 ~ 1504년)[1]